# Joachim Rønneberg

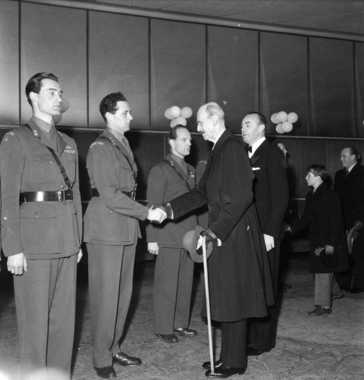
Joachim Rønneberg (till vänster), Jens-Anton Poulsson och Kasper Idland hälsar på kung Håkon VII, vid premiären av filmen Kampen om atombomben, 1948.

Joachim Holmboe Rønneberg, född 30 augusti 1919 i Borgund, död 21 oktober 2018 i Ålesund, var en norsk officer och journalist. Han är känd för sin insats under andra världskriget, då han bland annat deltog i aktionen mot tungvattenanläggningen på kraftverket Vemork vid Rjukan. Efter kriget arbetade Rønneberg som journalist på NRK.